# Маяка
Маяка (на английски: Mayaca) е племе от коренното население на централна Флорида, САЩ. През 1560 г. испанците наричат хората, живеещи в горната част на река Сейнт Джонс, южно от езерото Джордж, маяка, по имената на тяхното основно село и на главния им вожд. Според някои учени маяка говорят език свързан с този на аис, но културно са свързани с тимукоа, така че е възможно езикът им да е и диалект на тимукоа.
Предимно ловци-събирачи, маяка не се занимават със земеделие. Францискански мисионери идват при тях в края на 16 век, но истинската мисионерска работа започва от 1680 г. След 1708 г., за да избегнат нападенията на англичаните и техните индиански съюзници от север, част от племето се премества близо до Сан Августин под защитата на испанците. Други отиват на юг до източния бряг на езерото Окичоби, където през 1743 г. все още живеят няколко от тях.
1. 1 2  Milanich, Jerald T. „Early Groups of Central and South Florida“ in Handbook of North American Indians. Т. 14 Southeast.   Washington D.C, Smithsonian Institution, 2004. с. 253.